# Iepurești
Iepuresti là một xã thuộc hạt Giurgiu, România. Dân số thời điểm năm 2002 là 2371 người.